# Kuris, Syunik
Kuris là một đô thị thuộc tỉnh Syunik, Armenia. Dân số ước tính năm 2011 là 66 người.